# Sindang Panjang
Sindang Panjang is een bestuurslaag in het regentschap Lahat van de provincie Zuid-Sumatra, Indonesië. Sindang Panjang telt 2601 inwoners (volkstelling 2010).